# 羅馬尼夫卡 (扎切皮利夫卡區)
49°15′52″N 35°7′58″E / 49.26444°N 35.13278°E
羅馬尼夫卡（烏克蘭語：Романівка）是位於烏克蘭東部的村莊，由哈爾科夫州别列斯京区的扎切皮利夫卡市鎮負責管轄。該村始建於1775年，面積0.32平方公里，海拔高度91米，2001年人口45，人口密度每平方公里142.4人。